# Gare de Pont-de-Veyle
Gare de Pont-de-Veyle – stacja kolejowa w Crottet, w departamencie Ain, w regionie Owernia-Rodan-Alpy, we Francji.
Jest stacją Société nationale des chemins de fer français (SNCF), obsługiwaną przez pociągi TER Rhône-Alpes.